# 六所镇
六所乡，是中华人民共和国四川省凉山彝族自治州德昌县曾经下辖的一个镇。2019年12月，撤销王所镇和六所镇，设立昌州街道，以原王所镇和原六所镇所属行政区域为昌州街道的行政区域。

## 行政区划
六所乡下辖以下地区：
新农村、新河村、幼山村、永兴村、胜利村、花果村、陈所村、花马村、解放村和兴安村。